# Можаев, Николай Васильевич (Герой Советского Союза)
Николай Васильевич Можаев (18 декабря 1919 — 29 июля 1944) — командир батальона 372-го стрелкового полка 218-й стрелковой дивизии 47-й армии Воронежского фронта, майор.

## Биография
Родился 18 декабря 1919 года в деревне Гнилица (ныне Клетнянского района Брянской области) в семье крестьянина. Русский. Окончил 7 классов. Работал в колхозе. В 1938 году по рекомендации комсомольской организации уехал в город Мурманск на работу. Работал в порту и одновременно занимался в кружке Осоавиахима.
В Красной Армии с 1939 года. В 1941 году окончил Сухумское военное пехотное училище.
Участник Великой Отечественной войны с 1942 года. Сражался на Воронежском фронте, участвовал в боях на Курской дуге, под Новороссийском, форсировал реку Днепр. Член ВКП(б) с 1943 года.
Командир батальона 372-го стрелкового полка капитан Николай Можаев отличился 17 августа 1943 года в боях в районе железнодорожной станции Боромля. Его батальон прорвал сильно укреплённую оборону противника. 19 августа в районе села Костев его бойцы отразили контратаку 2 батальонов пехоты и 27 танков врага, нанеся ему значительный урон. 3 октября в районе хутора Решетки батальон одним из первых форсировал Днепр и овладел плацдармом на правом берегу.
Указом Президиума Верховного Совета СССР от 3 июня 1944 года за форсирование реки Днепр, за проявленные при этом выдержку и отвагу, храбрость и геройство, капитану Николаю Васильевичу Можаеву присвоено звание Героя Советского Союза с вручением ордена Ленина и медали «Золотая Звезда».
Погиб в бою на территории Польши 29 июля 1944 года.
Похоронен в селе Мазанув (Mazanów) Опольского повята Люблинского воеводства.

## Награды
- Медаль «Золотая Звезда» (03.06.1944)[1].
- Орден Ленина (03.06.1944).
- Два ордена Красного Знамени (09.05.1943[5]; 25.09.1943[6]).

## Память
Постановлением Совета Министров РСФСР от 16 мая 1964 года имя Н. В. Можаева присвоено Гнилицкой 8-летней школе, в которой он учился в 1928—1933 годах. В 1965 году именем Героя названа одна из улиц поселка городского типа Клетня, в 1973 году здесь сооружён памятный обелиск.
Именем героя названа школа N°2 в посёлке Клетня.